# Gałka analogowa

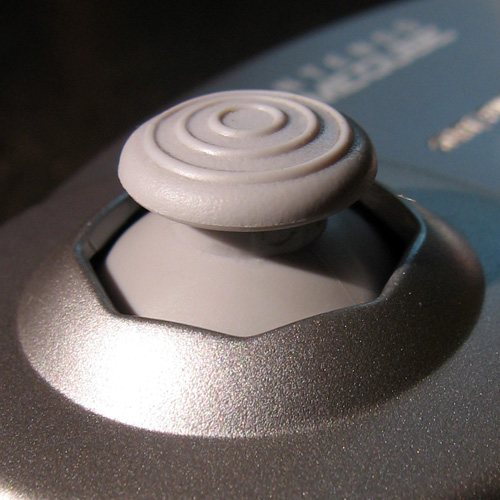
Gałka analogowa na kontrolerze konsoli GameCube

Gałka analogowa – urządzenie wskazujące znajdujące się na gamepadach. Najczęściej występuje ono obok pada kierunkowego, nierzadko towarzyszy mu drugie tego samego typu. Gałka analogowa odczytuje dane wprowadzane na podstawie położenia względem domyślnej pozycji „środkowej”. Podczas gdy przełączniki cyfrowe wykorzystują pojedyncze połączenia elektryczne do poruszania się (wykorzystując wewnętrzne cyfrowe styki elektryczne dla przycisków góra, dół, lewo i prawo), gałka  analogowa wykorzystuje ciągłą aktywność elektryczną przechodzącą przez potencjometry do pomiaru dokładnej pozycji przełącznika w pełnym zakresie ruchu.
Gałki analogowe pojawiły się z potrzeby większej dokładności sterowania w trójwymiarowych grach komputerowych. Gałki wymyśliło przedsiębiorstwo Nintendo zajmujące się produkcją konsol. Pierwszy kontroler wykorzystujący popularną obecnie konstrukcję z dwoma gałkami analogowymi zaprezentowała firma Sony w roku 1997 na wystawie PlayStation Expo 96–97.